# Римський період в історії Боснії і Герцеговини
Римський період в історії Боснії та Герцеговини — епоха правління Римської імперії на території сучасної Боснії і Герцеговини. Правління римлян почалося після серії кровопролитних воєн; спочатку територія сучасної Боснії та Герцеговини була частиною провінції Іллірія.
Регіон став багатим джерелом корисних копалин для всієї імперії: срібла, міді, заліза та свинцю. Для того, щоб прискорити освоєння території і розвиток гірничодобувної промисловості, римляни побудували в провінції низку поселень, доріг і військових таборів. Правління римлян у Боснії супроводжувалося романізацією місцевого населення: корінні народи стали використовувати латинську мову і алфавіт, взяли римську релігію. Територію заселили багато іммігрантів з різних частин Римської імперії — переважно, з Італії.

## Історія
Перед приходом давніх римлян, на території Балканського півострова жили численні іллірійські племена. Серед цих племен на території нинішньої Боснії і Герцеговини проживали: лібурни, яподи (япіди), скордиски. В IV столітті до н. е. кельти вторгнулися в Боснію і змішалися з місцевим населенням. Тільки в III столітті до н. е. іллірійцям вдалося сформувати досить сильну самостійну державу. Однак, виявившись сусідом Риму, вона впала після серії воєн.
Територія сучасної Боснії та Герцеговини в Римській імперії була частиною провінції Іллірія, яка, в свою чергу ділилася на Далмацію (гірська і південна частина Боснії і Герцеговини) і Паннонію (північна Боснія). Починаючи 6-9 років н. е. римляни отримали можливість постійно правити регіоном: у цей період розпочався процес романізації іллірійського населення і створення більш розвинутої економіки, а також — розширення торгівлі. Місцеві жителі в той час переважно були зайняті в сільському господарстві: тваринництво, мисливство та вирощування злаків. Римляни будували ферми, заміські вілли, терми (лазні) і храми.

### Римська провінція Далмація
Територія, що нині відноситься до Боснії і Герцеговини, належала в римський період переважно провінції Далмація. Регіон дістав свою назву за найвідомішим місцевим племенем «Dalmata». Межі Далмації проходили по річці Мат (Албанія) до гирла Раші в Істрії. Пізніше імператор Діоклетіан дещо змінив межі регіону.
Античне місто Салона було головним містом регіону — тут перетиналися всі дороги. Після того як імперію розділили на Західну та Східну, регіон став прикордонним між ними.

### Римська провінція Паннонія
Провінція Паннонія межувала на півдні з Далмацією, на заході — з Істрією і Нориком, а на південному сході — з Мезією.
Після того як германські племена 166 року розорили Паннонію, з'явилися ознаки занепаду імперії. Спроба імператора Діоклетіан провести економічні та адміністративні реформи в країні стала відповіддю на громадянські війни і економічну нестабільність. Його реформи продовжив Костянтин Великий.

## Економіка
Римляни досить швидко виявили, що в Боснії є багаті поклади корисних копалин: срібла, міді, заліза та свинцю. З'явилися великі срібні шахти (Сребрениця), в Купресі видобували мідь, у Варезе — залізо, а в Тузлі — сіль. Для того, щоб прискорити освоєння території і розвиток гірничодобувної промисловості, римляни побудували низку поселень, доріг і військових таборів. Ці інженерні споруди також сприяли розвитку торгівлі і полегшили встановлення римського панування в Боснії. Найважливіші маршрути розходилися по всіх напрямках від столиці Іллірії — Салони (біля сучасного міста Спліт у Хорватії).

## Латинізація
Правління римлян у Боснії супроводжувалося романізацією місцевого населення: корінні народи стали використовувати латинську мову і алфавіт, прийняли римську релігію, і, таким чином, «втратили етнічну ідентичність». В свою чергу, територія Боснії була заселена багатьма іммігрантами з різних частин Римської імперії — переважно, з Італії; це були як римські солдати-ветерани, так і колоністи.
Місцеві римські легіони здебільшого набирали з самих іллірійців — і до кінця II століття регіон став джерелом військової сили для цілого ряду губернаторів і воєначальників, які пізніше стали римськими імператорами. Перший з них, Септимій Север, розпустив преторіанську гвардію і замінив її іллірійським військом.

## Розділення імперії
Римський імператор Діоклетіан провів адміністративну реформу імперії, ввівши поділ країни на Східну та Західну частини. Річка Дрина 297 року стала кордоном між Сходом і Заходом — і, вважається, що «в цивілізаційному плані» це так і донині. Реформи Діоклетіана продовжив імператор Костянтин: він переніс свою резиденцію з Риму, який, через все частіші варварські напади, був під загрозою. Таким чином було створено «новий Рим» у місті Візантія, яке потім стало Константинополем (нині — Стамбул).